# بها (ترانه)
«بها» (به انگلیسی: The Price) ترانه‌ای از گروه راک تویستد سیستر و یکی از قطعه‌های آلبوم سال ۱۹۸۴ آن‌ها با نام گرسنه بمان است. «بها» سومین تک‌آهنگ آن آلبوم هم بود که با فاصلهٔ زمانی زیادی از تک‌آهنگ اول (ما این را برنمی‌تابیم) و در دسامبر ۱۹۸۴ منتشر شد. این قطعه در زمان انتشارش در ایالات متحدهٔ آمریکا به‌مدت ۸ هفته جزو پرفروش‌ترین ترانه‌های راک جریان اصلی بود و بالاترین جایگاهش در آن جدول نوزدهم بود که در ۲ فوریه ۱۹۸۵ ثبت شد. آل‌میوزیک از «بها» به‌عنوان پاور بالاد درخوری یاد کرده که به تثبیت جایگاه تویستد سیستر نزد هوادارنش کمک کرد.

## دست‌اندرکاران
- مارک مندوزا - گیتار باس
- ای جی پرو - درامز
- ادی اودجا - گیتار الکتریک
- جی جی فرنچ - گیتار الکتریک
- دی اسنایدر - آواز
- تام ورمن - تهیه‌کننده[۱]